# Мухали
Мухали (Мукали-гойон, Мухури, монг. Мухулай?, ᠮᠤᠬᠤᠯᠠᠢ?; 1170—1223) — монгольский полководец, один из ближайших соратников Тэмуджина-Чингис-хана.

## Ранние годы
Происходил из ветви джат племени джалаир. Оказался у Тэмуджина вместе с отцом, братом Буха и другими джалаирами, попавшими в плен при разгроме чжуркинцев. В дальнейшем упоминается в Сокровенном сказании наряду с другими нукерами Тэмуджина — Боорчу, Борохулом и Чилауном — как один из четырёх «богатырей-кулюков» или «четырёх героев» (дурбэн кюлюд), которые командовали четырьмя первоначальными отрядами гвардии-кешика.
Мухали вместе с Боорчу, Борохулом и Чилауном был отправлен Тэмуджином на помощь кэрэитскому Ван-хану, который подвергся нападению найманов. Войска «четырёх героев» спасли от поражения сына Ван-хана Нилха-Сангума (Сангуна), столкнувшегося в местности Хуулан-хут с найманским воеводой Коксэу-Сабрахом; они также вернули захваченных найманами имущество и людей Ван-хана.

## Война с империей Цзинь
Мухали фактически возглавлял войну против империи Цзинь во время похода Чингис-хана в Среднюю Азию, получив в 1217 году титул го-вана — князя, «замещающего» Чингис-хана в его отсутствие (упоминание в Сокровенном сказании о присвоении Мухали этого титула на курултае в 1206 г. является анахронизмом)

.
Южносунский посол Чжао Хун, посетивший в 1221 г. Мухали в Яньцзине (Пекине), оставил описание го-вана:

Мухали на аудиенции у императора был пожалован должностями главнокомандующего войсками в Поднебесной и управляющего и титулами тай-ши и го-вана. Он — чёрный татарин. За последние десять лет он совершает карательные походы на восток и на запад и устрашает и потрясает варваров и китайцев. Все важные дела, относящиеся к походам и войнам, решаются им лично. Поэтому его называют временно замещающим императора. В платье и системе церемониала целиком следует установлениям, существующим для сына Неба. […] Он красивой наружности, не желает сбривать макушки, как делают другие татары, только обвязывает голову платком, носит узкое платье и умеет говорить на языках различных стран.
— Мэн-да бэй-лу

## Семья. Потомки
Дедом Мухали был Тергету-Баян, отцом — Гуун-Ува (Гуун-гоа). Согласно сочинению Дунпин ван ши-цзя («Наследственный дом князя Дунпинского»), у Мухали было два старших брата (Ху-лу-ху-эр, Ци-ли-ку-эр) и два младших — Буха и Дайсун. В Сокровенном сказании упомянут лишь Буха, в Джами ат-таварих — лишь Дайсун (Тайсун).
О Ци-ли-ку-эре (вариант — Цзи-ли-гэ-на) известно лишь, что он был тысячником. Буха (Мога) был одним из тысячников-турхаутов гвардии-кешика. Вероятно, именно он выступил проводником войска Джучи во время похода против «лесных народов» (1207). Дайсун «вместе с одним из своих родичей, имя которого не выяснено» во главе двух тысяч джалаиров был передан под общее командование Мухали, после назначения того го-ваном. Согласно Юань-ши, Дайсун носил титул цзюнь-ван (титул знатности первого ранга второго класса). Из его потомков известен Татартай.
Среди жён Мухали источники сохранили имя Лай-мань, вероятно, одной из чжурчженьских принцесс (гун-чжу), попавших в плен к монголам. Чжао Хун упоминает также о восьми «ослепительной белизны и красивой наружности» наложницах го-вана, четверо из которых — чжурчженьки, другие — «татарки». Сын Мухали Бол (1197—1228) после смерти отца в 1223 г. унаследовал его титулы и должность. Рашид ад-Дин кроме Бола, имя которого он передаёт как Богол-гойон, называет сыном Мухали Хантун-нойона, «старшего из эмиров» Хубилая. Из других потомков Мухали упоминаются Джаукур, тысячник в государстве Хулагуидов в правление ильхана Абаги (1265—1282), и его брат Амук (Умук).
Похоронен в городском округе Юйлинь в провинции Шэньси, КНР.
Потомки Мухали в современной Монголии известны как представители рода мухулиг (гоо мухулиг). Представители родов гоо мухулиг кости жалаир, гоо мухулиг кости хотогойд, мухулиг кости хотогойд зарегистрированы на территории сомонов Батноров (город Бэрх) и Норовлин аймака Хэнтий. Род гоо мухулиг зафиксирован также в современном сомоне Халхгол Восточного аймака. В составе захчинов отмечен род мухлайнхан.
В Монголии проживают носители следующих родовых фамилий:
- Мухлай — в Улан-Баторе и аймаках: Увс, Ховд, Орхон, Туве, Сэлэнгэ, Дархан-Уул, Уверхангай, Завхан, Дорноговь, Дорнод[24];
- Мухлайхан — в Улан-Баторе и аймаках: Ховд, Орхон, Дархан-Уул, Туве, Сэлэнгэ, Умнеговь[25];
- Мухлайнхан — в Улан-Баторе и аймаках: Ховд, Дархан-Уул, Увс, Орхон, Сэлэнгэ[26];
- Мухулай — в Улан-Баторе и аймаках: Орхон, Архангай, Сэлэнгэ[27];
- Гоо Мухлай — в Улан-Баторе и аймаке Ховд[28];
- Мухалай — в Улан-Баторе и аймаке Туве[29].

## В культуре
Мухали стал персонажем романа Исая Калашникова «Жестокий век» (1978).